# Adam Lambert/Diskografie
Diese Diskografie ist eine Übersicht über die musikalischen Werke des US-amerikanischen Sängers Adam Lambert. Den Schallplattenauszeichnungen zufolge hat er bisher mehr als 4,7 Millionen Tonträger verkauft, davon alleine in seiner Heimat über eine Million. Seine erfolgreichste Veröffentlichung ist die Single Whataya Want from Me mit über 2,4 Millionen verkauften Einheiten.

## Alben

### Studioalben
| Jahr | Titel Musiklabel                                          | Höchstplatzierung, Gesamtwochen, AuszeichnungChartplatzierungen (Jahr, Titel, Musiklabel, Platzierungen, Wochen, Auszeichnungen, Anmerkungen) | Höchstplatzierung, Gesamtwochen, AuszeichnungChartplatzierungen (Jahr, Titel, Musiklabel, Platzierungen, Wochen, Auszeichnungen, Anmerkungen) | Höchstplatzierung, Gesamtwochen, AuszeichnungChartplatzierungen (Jahr, Titel, Musiklabel, Platzierungen, Wochen, Auszeichnungen, Anmerkungen) | Höchstplatzierung, Gesamtwochen, AuszeichnungChartplatzierungen (Jahr, Titel, Musiklabel, Platzierungen, Wochen, Auszeichnungen, Anmerkungen) | Höchstplatzierung, Gesamtwochen, AuszeichnungChartplatzierungen (Jahr, Titel, Musiklabel, Platzierungen, Wochen, Auszeichnungen, Anmerkungen) | Anmerkungen                                                 |
| Jahr | Titel Musiklabel                                          | DE | AT | CH | UK | US | Anmerkungen                                                 |
| ---- | --------------------------------------------------------- | --- | --- | --- | --- | --- | ----------------------------------------------------------- |
| 2009 | For Your Entertainment 19 Recordings • RCA Records (Sony) | DE16 (9 Wo.)DE | AT22 (7 Wo.)AT | CH34 (10 Wo.)CH | UK36 Silber · (3 Wo.)UK | US3 Gold · (50 Wo.)US | Erstveröffentlichung: 23. November 2009 Verkäufe: + 737.353 |
| 2012 | Trespassing 19 Recordings • RCA Records (Sony)            | DE28 (1 Wo.)DE | AT28 (1 Wo.)AT | CH35 (2 Wo.)CH | UK16 (2 Wo.)UK | US1 (10 Wo.)US | Erstveröffentlichung: 11. Mai 2012 Verkäufe: + 7.500        |
| 2015 | The Original High Warner Bros. Records (WMG)              | DE20 (4 Wo.)DE | AT43 (1 Wo.)AT | CH23 (2 Wo.)CH | UK8 (4 Wo.)UK | US3 (15 Wo.)US | Erstveröffentlichung: 12. Juni 2015 Verkäufe: + 20.000      |
| 2020 | Velvet Empire (Empire)                                    | DE77 (1 Wo.)DE | — | CH67 (1 Wo.)CH | UK54 (1 Wo.)UK | US89 (1 Wo.)US | Erstveröffentlichung: 20. März 2020                         |
| 2023 | High Drama BMG (BMG)                                      | DE20 (1 Wo.)DE | AT34 (1 Wo.)AT | CH27 (2 Wo.)CH | UK5 (2 Wo.)UK | US126 (1 Wo.)US | Erstveröffentlichung: 24. Februar 2023                      |

### Livealben
| Jahr | Titel Musiklabel                                            | Höchstplatzierung, Gesamtwochen, AuszeichnungChartplatzierungen (Jahr, Titel, Musiklabel, Platzierungen, Wochen, Auszeichnungen, Anmerkungen) | Höchstplatzierung, Gesamtwochen, AuszeichnungChartplatzierungen (Jahr, Titel, Musiklabel, Platzierungen, Wochen, Auszeichnungen, Anmerkungen) | Höchstplatzierung, Gesamtwochen, AuszeichnungChartplatzierungen (Jahr, Titel, Musiklabel, Platzierungen, Wochen, Auszeichnungen, Anmerkungen) | Höchstplatzierung, Gesamtwochen, AuszeichnungChartplatzierungen (Jahr, Titel, Musiklabel, Platzierungen, Wochen, Auszeichnungen, Anmerkungen) | Höchstplatzierung, Gesamtwochen, AuszeichnungChartplatzierungen (Jahr, Titel, Musiklabel, Platzierungen, Wochen, Auszeichnungen, Anmerkungen) | Anmerkungen                                                                    |
| Jahr | Titel Musiklabel                                            | DE | AT | CH | UK | US | Anmerkungen                                                                    |
| ---- | ----------------------------------------------------------- | --- | --- | --- | --- | --- | ------------------------------------------------------------------------------ |
| 2011 | Glam Nation Live 19 Recordings • RCA Records (Sony)         | DE94 (1 Wo.)DE | — | — | — | US—¹US | Erstveröffentlichung: 22. März 2011 ¹ Platz eins in den Billboard Video Charts |
| 2020 | Queen & Adam Lambert: Live Around the World EMI Group (UMG) | DE5 (7 Wo.)DE | AT6 (3 Wo.)AT | CH5 (8 Wo.)CH | UK1 Silber · (12 Wo.)UK | US56 (1 Wo.)US | Erstveröffentlichung: 2. Oktober 2020 mit Queen                                |

### Kompilationen
| Jahr | Titel Musiklabel                             | Höchstplatzierung, Gesamtwochen, AuszeichnungChartplatzierungen (Jahr, Titel, Musiklabel, Platzierungen, Wochen, Auszeichnungen, Anmerkungen) | Höchstplatzierung, Gesamtwochen, AuszeichnungChartplatzierungen (Jahr, Titel, Musiklabel, Platzierungen, Wochen, Auszeichnungen, Anmerkungen) | Höchstplatzierung, Gesamtwochen, AuszeichnungChartplatzierungen (Jahr, Titel, Musiklabel, Platzierungen, Wochen, Auszeichnungen, Anmerkungen) | Höchstplatzierung, Gesamtwochen, AuszeichnungChartplatzierungen (Jahr, Titel, Musiklabel, Platzierungen, Wochen, Auszeichnungen, Anmerkungen) | Höchstplatzierung, Gesamtwochen, AuszeichnungChartplatzierungen (Jahr, Titel, Musiklabel, Platzierungen, Wochen, Auszeichnungen, Anmerkungen) | Anmerkungen                             |
| Jahr | Titel Musiklabel                             | DE | AT | CH | UK | US | Anmerkungen                             |
| ---- | -------------------------------------------- | --- | --- | --- | --- | --- | --------------------------------------- |
| 2009 | Season 8 Favorite Performances               | — | — | — | — | US33 (3 Wo.)US | Erstveröffentlichung: 30. Juni 2009     |
| 2009 | Take One Coldwater Entertainment (Coldwater) | — | — | — | — | US72 (1 Wo.)US | Erstveröffentlichung: 17. November 2009 |

Weitere Kompilationen
- 2011: Beg for Mercy
- 2011: The Paramount Sessions (mit Steve Cooke)
- 2014: Playlist: The Very Best of Adam Lambert

### EPs
| Jahr | Titel Musiklabel                                  | Höchstplatzierung, Gesamtwochen, AuszeichnungChartplatzierungen (Jahr, Titel, Musiklabel, Platzierungen, Wochen, Auszeichnungen, Anmerkungen) | Höchstplatzierung, Gesamtwochen, AuszeichnungChartplatzierungen (Jahr, Titel, Musiklabel, Platzierungen, Wochen, Auszeichnungen, Anmerkungen) | Höchstplatzierung, Gesamtwochen, AuszeichnungChartplatzierungen (Jahr, Titel, Musiklabel, Platzierungen, Wochen, Auszeichnungen, Anmerkungen) | Höchstplatzierung, Gesamtwochen, AuszeichnungChartplatzierungen (Jahr, Titel, Musiklabel, Platzierungen, Wochen, Auszeichnungen, Anmerkungen) | Höchstplatzierung, Gesamtwochen, AuszeichnungChartplatzierungen (Jahr, Titel, Musiklabel, Platzierungen, Wochen, Auszeichnungen, Anmerkungen) | Anmerkungen                              |
| Jahr | Titel Musiklabel                                  | DE | AT | CH | UK | US | Anmerkungen                              |
| ---- | ------------------------------------------------- | --- | --- | --- | --- | --- | ---------------------------------------- |
| 2010 | Acoustic Live! 19 Recordings • RCA Records (Sony) | — | — | — | — | US126 (2 Wo.)US | Erstveröffentlichung: 6. Dezember 2010   |
| 2019 | Velvet: Side A Empire (Empire)                    | — | — | — | — | US146 (1 Wo.)US | Erstveröffentlichung: 27. September 2019 |

Weitere EPs
- 2010: Remixes
- 2012: Trespassing
- 2015: Spotify Sessions
- 2020: Velvet: Side A (The Live Sessions)

## Singles

### Als Leadmusiker
| Jahr | Titel Album                                           | Höchstplatzierung, Gesamtwochen, AuszeichnungChartplatzierungen (Jahr, Titel, Album, Platzierungen, Wochen, Auszeichnungen, Anmerkungen) | Höchstplatzierung, Gesamtwochen, AuszeichnungChartplatzierungen (Jahr, Titel, Album, Platzierungen, Wochen, Auszeichnungen, Anmerkungen) | Höchstplatzierung, Gesamtwochen, AuszeichnungChartplatzierungen (Jahr, Titel, Album, Platzierungen, Wochen, Auszeichnungen, Anmerkungen) | Höchstplatzierung, Gesamtwochen, AuszeichnungChartplatzierungen (Jahr, Titel, Album, Platzierungen, Wochen, Auszeichnungen, Anmerkungen) | Höchstplatzierung, Gesamtwochen, AuszeichnungChartplatzierungen (Jahr, Titel, Album, Platzierungen, Wochen, Auszeichnungen, Anmerkungen) | Anmerkungen                                                   |
| Jahr | Titel Album                                           | DE | AT | CH | UK | US | Anmerkungen                                                   |
| --- | ----------------------------------------------------- | --- | --- | --- | --- | --- | ------------------------------------------------------------- |
| 2009 | For Your Entertainment                                | — | — | — | UK37 (7 Wo.)UK | US61 (2 Wo.)US | Erstveröffentlichung: 27. Oktober 2009 Verkäufe: + 82.500     |
| 2009 | Whataya Want from Me For Your Entertainment           | DE5 Gold · (29 Wo.)DE | AT4 (21 Wo.)AT | CH6 Gold · (36 Wo.)CH | UK53 (5 Wo.)UK | US10 (30 Wo.)US | Erstveröffentlichung: 24. November 2009 Verkäufe: + 2.457.075 |
| 2010 | If I Had You For Your Entertainment                   | DE36 (6 Wo.)DE | AT50 (3 Wo.)AT | — | — | US30 (20 Wo.)US | Erstveröffentlichung: 11. Mai 2010 Verkäufe: + 167.500        |
| 2011 | Sleepwalker For Your Entertainment                    | DE63 (4 Wo.)DE | — | — | — | — | Erstveröffentlichung: 25. März 2011                           |
| 2011 | Better Than I Know Myself Trespassing                 | DE88 (1 Wo.)DE | — | — | — | US76 (1 Wo.)US | Erstveröffentlichung: 20. Dezember 2011                       |
| 2012 | Never Close Our Eyes Trespassing                      | — | AT56 (3 Wo.)AT | — | UK17 (2 Wo.)UK | — | Erstveröffentlichung: 16. April 2012                          |
| 2015 | Ghost Town The Original High                          | DE11 Platin · (33 Wo.)DE | AT10 Gold · (22 Wo.)AT | CH50 (5 Wo.)CH | UK71 (2 Wo.)UK | US64 Gold · (17 Wo.)US | Erstveröffentlichung: 21. April 2015 Verkäufe: + 1.292.500    |
| 2015 | Another Lonely Night The Original High                | — | — | — | — | — | Erstveröffentlichung: 22. Mai 2015                            |
| 2016 | Welcome to the Show –                                 | — | — | — | — | — | Erstveröffentlichung: 17. März 2017 feat. Laleh               |
| 2017 | Two Fux –                                             | — | — | — | — | — | Erstveröffentlichung: 30. Juni 2017                           |
| 2019 | Feel Something Velvet                                 | — | — | — | — | — | Erstveröffentlichung: 22. Februar 2019                        |
| 2019 | New Eyes Velvet                                       | — | — | — | — | — | Erstveröffentlichung: 15. Mai 2019                            |
| 2019 | Comin In Hot Velvet                                   | — | — | — | — | — | Erstveröffentlichung: 26. Juni 2019                           |
| 2019 | Superpower Velvet                                     | — | — | — | — | — | Erstveröffentlichung: 4. September 2019                       |
| 2019 | Believe –                                             | — | — | — | — | — | Erstveröffentlichung: 6. Dezember 2019 Original: Cher         |
| 2020 | Roses Velvet                                          | — | — | — | — | — | Erstveröffentlichung: 4. Februar 2020 feat. Nile Rodgers      |
| 2020 | You Are the Champions –                               | — | — | — | UK95 (1 Wo.)UK | — | Erstveröffentlichung: 1. Mai 2020 mit Queen                   |
| 2022 | Mad About the Boy High Drama                          | — | — | — | — | — | Erstveröffentlichung: 7. Oktober 2022                         |
| 2022 | Ordinary World High Drama                             | — | — | — | — | — | Erstveröffentlichung: 13. Dezember 2022                       |
| Folgende Lieder erschienen nicht als Single, wurden aber durch das Album zum Download und Streaming bereitgestellt und konnten somit eine Platzierung erlangen: |                                                       | | | | | |                                                               |
| |                                                       | | | | | |                                                               |
| 2009 | Mad World Season 8 Favorite Performances              | — | — | — | — | US19 (3 Wo.)US | Charteinstieg: 6. Juni 2009 Original: Tears for Fears (1982)  |
| 2009 | A Change Is Gonna Come Season 8 Favorite Performances | — | — | — | — | US56 (1 Wo.)US | Charteinstieg: 6. Juni 2009 Original: Sam Cooke (1965)        |
| 2009 | One Season 8 Favorite Performances                    | — | — | — | — | US82 (1 Wo.)US | Charteinstieg: 6. Juni 2009 Original: U2 (1992)               |

### Als Gastmusiker
| Jahr | Titel Album      | Höchstplatzierung, Gesamtwochen, AuszeichnungChartplatzierungen (Jahr, Titel, Album, Platzierungen, Wochen, Auszeichnungen, Anmerkungen) | Höchstplatzierung, Gesamtwochen, AuszeichnungChartplatzierungen (Jahr, Titel, Album, Platzierungen, Wochen, Auszeichnungen, Anmerkungen) | Höchstplatzierung, Gesamtwochen, AuszeichnungChartplatzierungen (Jahr, Titel, Album, Platzierungen, Wochen, Auszeichnungen, Anmerkungen) | Höchstplatzierung, Gesamtwochen, AuszeichnungChartplatzierungen (Jahr, Titel, Album, Platzierungen, Wochen, Auszeichnungen, Anmerkungen) | Höchstplatzierung, Gesamtwochen, AuszeichnungChartplatzierungen (Jahr, Titel, Album, Platzierungen, Wochen, Auszeichnungen, Anmerkungen) | Anmerkungen                                                                     |
| Jahr | Titel Album      | DE | AT | CH | UK | US | Anmerkungen                                                                     |
| ---- | ---------------- | --- | --- | --- | --- | --- | ------------------------------------------------------------------------------- |
| 2014 | Lay Me Down True | DE35 (15 Wo.)DE | AT17 (11 Wo.)AT | CH41 (12 Wo.)CH | — | — | Erstveröffentlichung: 25. April 2014 Avicii feat. Adam Lambert                  |
| 2016 | Can’t Go Home –  | — | — | — | — | — | Erstveröffentlichung: 25. März 2016 Steve Aoki & Felix Jaehn feat. Adam Lambert |
| 2016 | Hands –          | — | — | — | — | — | Erstveröffentlichung: 6. Juli 2016 als Teil von Artists for Orlando             |
| 2016 | Broken –         | — | — | — | — | — | Erstveröffentlichung: 12. August 2016 Tritonal & Jenaux feat. Adam Lambert      |

## Musikvideos
| Jahr | Titel                     | Regie                               |
| ---- | ------------------------- | ----------------------------------- |
| 2009 | Time for Miracles         | Wayne Isham                         |
| 2009 | For Your Entertainment    | Ray Kay                             |
| 2010 | Whataya Want from Me      | Diane Martel                        |
| 2010 | If I Had You              | Bryan Barber                        |
| 2012 | Better Than I Know Myself | Ray Kay                             |
| 2012 | Never Close Our Eyes      | Dori Oskowitz                       |
| 2015 | Ghost Town                | Hype Williams                       |
| 2015 | Another Lonely Night      | Luke Gilford                        |
| 2016 | Welcome to the Show       | Lee Cherry und Adam Lambert         |
| 2016 | Can’t Go Home             | Romain F. Dubois und Ménad Kesraoui |

## Promoveröffentlichungen
Promo-Singles

| Jahr | Titel Album                              | Höchstplatzierung, Gesamtwochen, AuszeichnungChartplatzierungen (Jahr, Titel, Album, Platzierungen, Wochen, Auszeichnungen, Anmerkungen) | Höchstplatzierung, Gesamtwochen, AuszeichnungChartplatzierungen (Jahr, Titel, Album, Platzierungen, Wochen, Auszeichnungen, Anmerkungen) | Höchstplatzierung, Gesamtwochen, AuszeichnungChartplatzierungen (Jahr, Titel, Album, Platzierungen, Wochen, Auszeichnungen, Anmerkungen) | Höchstplatzierung, Gesamtwochen, AuszeichnungChartplatzierungen (Jahr, Titel, Album, Platzierungen, Wochen, Auszeichnungen, Anmerkungen) | Höchstplatzierung, Gesamtwochen, AuszeichnungChartplatzierungen (Jahr, Titel, Album, Platzierungen, Wochen, Auszeichnungen, Anmerkungen) | Anmerkungen                            |
| Jahr | Titel Album                              | DE | AT | CH | UK | US | Anmerkungen                            |
| ---- | ---------------------------------------- | --- | --- | --- | --- | --- | -------------------------------------- |
| 2009 | No Boundaries –                          | — | — | — | — | US72 (2 Wo.)US | Erstveröffentlichung: 20. Mai 2009     |
| 2009 | Time for Miracles For Your Entertainment | — | — | — | — | US50 (1 Wo.)US | Erstveröffentlichung: 18. Oktober 2009 |

Weitere Promo-Singles
- 2010: Fever
- 2011: Sure Fire Winners
- 2011: Aftermath
- 2012: Trespassing
- 2020: Velvet
- 2020: Who Wants to Live Forever (Live) (Helene Fischer mit Queen + Adam Lambert)

## Statistik

### Chartauswertung
|                     | DE    | AT    | CH    | UK    | US     |
| ------------------- | ----- | ----- | ----- | ----- | ------ |
| Nummer-eins-Alben   | DE—DE | AT—AT | CH—CH | UK1UK | US1US  |
| Top-10-Alben        | DE1DE | AT1AT | CH1CH | UK3UK | US3US  |
| Alben in den Charts | DE7DE | AT6AT | CH6CH | UK6UK | US10US |

|                       | DE    | AT    | CH    | UK    | US     |
| --------------------- | ----- | ----- | ----- | ----- | ------ |
| Nummer-eins-Singles   | DE—DE | AT—AT | CH—CH | UK—UK | US—US  |
| Top-10-Singles        | DE1DE | AT2AT | CH1CH | UK—UK | US1US  |
| Singles in den Charts | DE6DE | AT5AT | CH3CH | UK5UK | US10US |

### Auszeichnungen für Musikverkäufe
| Goldene Schallplatte - Australien - 2011: für die Single For Your Entertainment - Dänemark - 2010: für die Single Whataya Want from Me - Finnland - 2010: für das Album For Your Entertainment - Neuseeland - 2010: für die Single For Your Entertainment - 2010: für die Single If I Had You - 2015: für die Single Ghost Town - 2025: für das Album Trespassing - Polen - 2021: für die Single Another Lonely Night - Schweden - 2012: für die Single If I Had You Platin-Schallplatte - Australien - 2010: für die Single Whataya Want from Me - 2011: für das Album For Your Entertainment - Dänemark - 2016: für die Single Ghost Town - Kanada - 2010: für das Album For Your Entertainment - 2010: für die Single For Your Entertainment - Neuseeland - 2010: für das Album For Your Entertainment - 2010: für die Single Whataya Want from Me - Niederlande - 2015: für die Single Ghost Town - Polen - 2016: für das Album The Original High | 2× Platin-Schallplatte - Australien - 2010: für die Single If I Had You - 2015: für die Single Ghost Town - Kanada - 2010: für die Single Whataya Want from Me - Schweden - 2012: für die Single Whataya Want from Me - 2015: für die Single Ghost Town 3× Platin-Schallplatte - Polen - 2016: für die Single Ghost Town |

Anmerkung: Auszeichnungen in Ländern aus den Charttabellen bzw. Chartboxen sind in ebendiesen zu finden.
| Land/RegionAuszeichnungen für Musikverkäufe (Land/Region, Auszeichnungen, Verkäufe, Quellen) | Silber     | Gold       | Platin       | Verkäufe  | Quellen                           |
| -------------------------------------------------------------------------------------------- | ---------- | ---------- | ------------ | --------- | --------------------------------- |
| Australien (ARIA)                                                                            | —          | Gold1      | 6× Platin6   | 455.000   | aria.com.au                       |
| Dänemark (IFPI)                                                                              | —          | Gold1      | Platin1      | 75.000    | ifpi.dk                           |
| Deutschland (BVMI)                                                                           | —          | Gold1      | Platin1      | 550.000   | musikindustrie.de                 |
| Finnland (IFPI)                                                                              | —          | Gold1      | —            | 16.928    | ifpi.fi FI2                       |
| Kanada (MC)                                                                                  | —          | —          | 4× Platin4   | 200.000   | musiccanada.com                   |
| Neuseeland (RMNZ)                                                                            | —          | 4× Gold4   | 2× Platin2   | 60.000    | aotearoamusiccharts.co.nz NZ2 NZ3 |
| Niederlande (NVPI)                                                                           | —          | —          | Platin1      | 30.000    | nvpi.nl                           |
| Österreich (IFPI)                                                                            | —          | Gold1      | —            | 15.000    | ifpi.at                           |
| Polen (ZPAV)                                                                                 | —          | Gold1      | 4× Platin4   | 105.000   | olis.pl                           |
| Schweden (IFPI)                                                                              | —          | Gold1      | 4× Platin4   | 180.000   | sverigetopplistan.se              |
| Schweiz (IFPI)                                                                               | —          | Gold1      | —            | 15.000    | hitparade.ch                      |
| Vereinigte Staaten (RIAA)                                                                    | —          | 2× Gold2   | —            | 1.000.000 | riaa.com                          |
| Vereinigtes Königreich (BPI)                                                                 | 2× Silber2 | —          | —            | 120.000   | bpi.co.uk                         |
| Insgesamt                                                                                    | 2× Silber2 | 14× Gold14 | 23× Platin23 |           |                                   |